# イザベル・ロメ
イザベル・ロメ（英: Isabelle Rommée、またはイザベル・ダルク、イザベル・ド・ヴトン、1377年 - 1458年11月28日）は、ジャンヌ・ダルクの母であり、15世紀フランスの農婦である。夫はジャック・ダルク。当時の慣習では、結婚後も女性が夫と同じ姓を名乗るとは限らず、彼女は巡礼に由来する「ロメ（Rommée）」という名で広く知られている。娘ジャンヌの死後、その名誉回復のため尽力した。

## 生涯

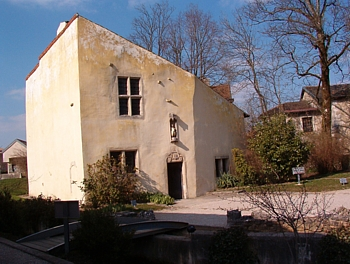
ドンレミに現存するジャンヌの生家。母イザベルが子どもたちを育てたとされる。

イザベルはバル公領のヴトン＝バに生まれた。姓の「ロメ」は、ローマやル・ピュイ＝アン＝ヴレへの巡礼に由来するという説がある。また、当時は女性が夫とは異なる姓を名乗ることもあった。1405年ごろ、農夫ジャック・ダルクと結婚し、夫妻はドンレミに移住。約20ヘクタールの土地と家屋を所有し、質素な農業生活を営んだ。ジャンヌのほか、カトリーヌ、ジャックマン、ピエール、ジャンの子どもを育て、カトリック信仰に基づく教育を施した。1429年、娘ジャンヌがフランス王シャルル7世の戴冠に貢献した後、一家はその功績により同年12月に貴族に叙せられた。

## 名誉回復裁判への関与

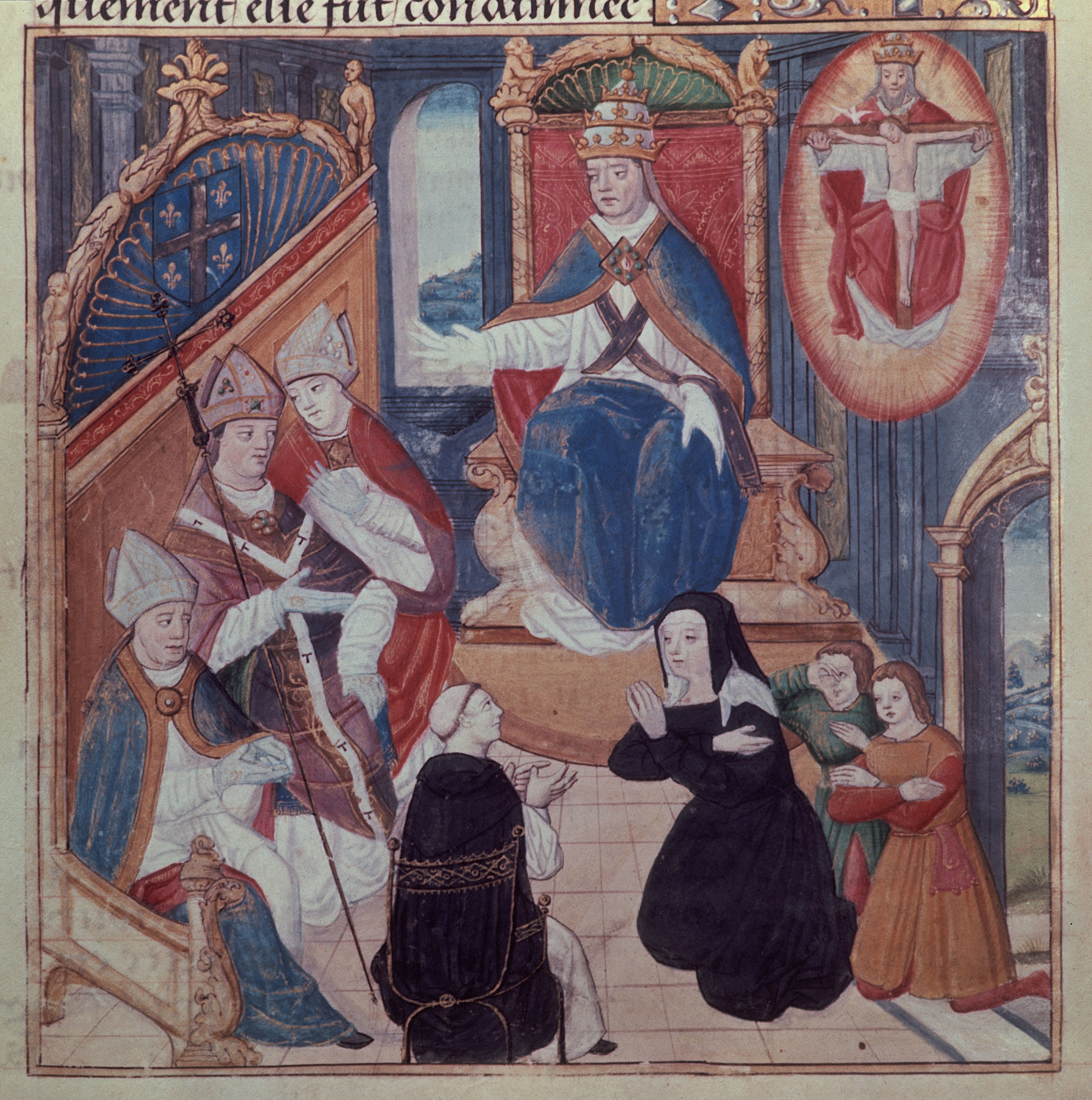
ジャンヌ・ダルク名誉回復裁判の情景。黒衣で跪くイザベルと息子たち。前景に背を向けた人物はジャン・ブレアル、玉座には教皇カリストゥス3世。『ディアーヌ・ド・ポワチエ写本』より、16世紀。

ジャンヌ・ダルクが1431年に火刑に処された後、イザベルはその無実を訴え続けた。夫ジャックの死後、1440年にオルレアン近郊のサンディヨンへ転居。オルレアン市から年金を受けながら暮らし、娘の名誉を回復するため教皇庁への嘆願を繰り返した。1449年、教皇ニコラウス5世のもとで再審の動きが始まり、フランス大審問官ジャン・ブレアルが調査を開始。1452年5月、ブレアルは最初の予備調査を実施した。1455年11月7日、教皇カリストゥス3世の裁可のもと、パリのノートルダム大聖堂で開かれた名誉回復裁判の冒頭で、イザベルは70歳を超える身で感情を込めた陳述を行った。「私は、合法の婚姻のもとに生まれた一人の娘を持っていました。私はその子を、洗礼と堅信の秘跡によって強め、神への畏れと教会の教えを尊ぶように育てました。…にもかかわらず、その無実を守る術も与えられないまま、欺きと暴力に満ちた裁判で、彼女は有罪とされ、最も残酷な方法で火刑に処されたのです」と訴えた。1456年7月7日、ジャンヌ・ダルクの有罪判決は破棄された。

## 晩年と死
イザベルは1458年11月28日に死去した。没地は正確には不明だが、サンディヨンで亡くなったとされる。

## 文化における描写
- 1948年の映画『ジャンヌ・ダルク』（主演：イングリッド・バーグマン）では、セレナ・ロイルが演じた。
- 1999年のテレビドラマ『ジャンヌ・ダルク』（主演：リーリー・ソビエスキー）では、ジャクリーン・ビセットが母役を務めた。
- 2018年にニューヨークのパブリック・シアターで上演された舞台『The Mother of the Maid』では、グレン・クローズがイザベルを演じた。